# Helene Hartmeyer
Helene Hartmeyer (* 7. Januar 1854 in Kiel; † 21. Februar 1920 in Rotenburg (Wümme)) war eine deutsche Diakonisse und Oberin.

## Leben
Helene Hartmeyer wurde als Tochter eines Juristen geboren. Sie wurde Privatlehrerin in Kiel. Nach einem Stellenangebot wurde sie nach einer Ausbildung in der Krankenpflege in Berlin am 12. Januar 1891 im Diakonissen-Mutterhaus „Bethesda“ in Hamburg  als Diakonisse eingesegnet und in das Amt der Oberin eingeführt.
Bei ihrer Tätigkeit im Krankenhaus wurde sie seitens der Ärzteschaft als Krankenpflegerin angesehen. Die Krankenhausärzte hielten  Andachten und religiöse Unterweisungen für Zeitverschwendung an und sahen die Pflege Armer und Bedürftiger als wenig lukrativ an. Diese Einstellungen waren für Helene Hartmeyer nicht mit den Grundsätzen der Diakonissen vereinbar. 1904 kam es zum Eklat, in dessen Folge ihr gekündigt wurde.
Sie ging nach Rotenburg (Wümme), wo sie ein Diakonissen-Mutterhaus gründete und dort auch als Lehrkraft tätig war. 62 Schwestern aus Hamburg waren ihr gefolgt. Die diakonisch-soziale Arbeit der Diakonissen wurde im Krankenhaus, im Rotenburger Asyl für körperlich und geistig behinderte Menschen, im Kindergarten, im Kinderhort und in der Gemeindepflege gebraucht. 1905 wurde das Diakonissen-Mutterhaus erbaut, dem später ein Krankenhaus angegliedert wurde. Daraus entwickelte sich das heutige Agaplesion Diakonieklinikum Rotenburg.